# Quarry (série télévisée)
Quarry est une série télévisée américaine en huit épisodes de 52 minutes créée par Graham Gordy et Michael D. Fuller, inspirée par les romans éponymes écrits par Max Allan Collins, diffusée entre le 9 septembre 2016 et le 28 octobre 2016 sur Cinemax.
En France, elle est diffusée depuis le 10 septembre 2016 sur OCS Choc et Belgique en janvier 2017 sur Be 1. Au Québec, elle est diffusée sur Super Écran, à compter du 7 novembre 2016. Elle reste inédite dans les autres pays francophones.

## Synopsis
Mac Conway, un tireur d’élite de la Marine pendant la guerre du Viêt Nam, rentre chez lui en 1972 à Memphis et subit le rejet de ceux qu'il aime et la diabolisation du public. Alors qu’il a du mal à faire face à ses expériences de guerre, Conway est recruté par un réseau de criminels et de malfaiteurs pratiquants la corruption dans la région du Mississippi.

## Distribution

### Acteurs principaux
- Logan Marshall-Green (VF : Damien Ferrette) : Lloyd MacKinnon « Mac » Conway
- Jodi Balfour (VF : Elsa Davoine) : Joni Conway
- Peter Mullan (VF : José Luccioni) : le Courtier
- Nikki Amuka-Bird (VF : Annie Milon) : Ruth Salomon
- Damon Herriman (VF : Nessym Guetat) : Buddy
- Edoardo Ballerini (en) : Karl
- Josh Randall (VF : Jean-Pierre Michael) : inspecteur Tommy Olsen (7 épisodes)

### Acteurs récurrents
- Mustafa Shakir (VF : Eilias Changuel) : Moses (6 épisodes)
- Chloe Elise : Lou (6 épisodes)
- Joshua J. Williams : Marcus (6 épisodes)
- Happy Anderson : inspecteur Verne Ratliff (6 épisodes)
- Skipp Sudduth (VF : Stéphane Bazin) : Lloyd Conway (5 épisodes)
- Kurt Yaeger (en) (VF : David Kruger) : Suggs (4 épisodes)
- Ann Dowd (VF : Josiane Pinson) : Naomi (4 épisodes)
- Kaley Ronayne (VF : Ludivine Maffren) : Sandy Williams (4 épisodes)
- Aoibhinn McGinnity : Mary (3 épisodes)
- Jamie Hector (VF : Jean-Baptiste Anoumon) : Arthur Solomon (2 épisodes)
- Matthew Nable : Thurston (2 épisodes)
- Lyle Brocato : Pizutti (1 épisode)
- Nicolas Bosc : T-Bone (1 épisode)

- Version française
  - Société de doublage : Studio Chinkel[3],[4]
  - Direction artistique : Gilles Morvan[3],[4]
  - Adaptation des dialogues : Stéphane Guissant et Xavier Hussenet[4]
  - Enregistrement et mixage : Alice Desseauve & Nathan Senot[4]

 Source et légende : version française (VF) sur RS Doublage et Doublage Séries Database

## Production
Le pilote a été commandé par Cinemax (filiale de HBO) à Graham Gordy et Michael D. Fuller en avril 2013. La série a été commandée en février 2015. C'est une production HBO Entertainment en association avec Anonymous Content.
En 2013, le pilote a été majoritairement tourné à Horne Lake (Mississippi), une ville située à quelques kilomètres au sud de Memphis (Tennessee). En 2015 le reste de la série a été en grande partie tournée à La Nouvelle-Orléans plutôt qu’à Memphis car la Louisiane offre de nombreux avantages financiers pour l’industrie du cinéma. Tous les épisodes ont été réalisés par Greg Yaitanes.
Le personnage de tueur à gages de Quarry a été créé en 1976 par le romancier Max Allan Collins. Seuls deux des douze romans de la collection ont été traduits en français : Primary Target (Un candidat de choc) et The Last Quarry (Un dernier pour la route).
Le 31 mai 2017, malgré les critiques favorables, la série est annulée.

## Épisodes
1. Tu ne regrettes pas ton eau (You Don't Miss Your Water)
2. Soumission (Figure Four)
3. Des échardes plein la bouche (A Mouthful of Splinters)
4. Rarement réalisés (Seldom Realized)
5. Horla (Coffee Blues)
6. Sa bonne action se répandit (His Deeds Were Scattered)
7. Le carnaval des âmes (Carnival of Souls)
8. Nuoc cha da mon (nước chảy đá mòn[11])